# Vernon Watkins
Vernon Phillips Watkins (Maesteg, 27 juin 1906 - Seattle, 8 octobre 1967) est un écrivain et un poète gallois.

## Biographie
Ami du poète gallois Dylan Thomas, Vernon Watkins voit le jour à Maesteg en 1906 et est le fils d'un père banquier. Durant son enfance, il vit à Bridgend puis à Llanelli. Il passe l'année 1916 à la Grammar School de Swansea avant de rejoindre une école préparatoire dans le Sussex, le Tyttenhanger Lodge.
En 1941, son premier recueil de poésie est publié par l'éditeur Faber sous le titre Ballad Of The Mari Lwyd. Quelques mois plus tard, Watkins rejoint la Royal Air Force en pleine Seconde Guerre mondiale.

## Œuvres
- The Ballad of the Mari Lwyd, 1941,
- The Lady with the Unicorn, 1948,
- The Death Bell, 1954,
- The North Sea, 1955, trad. en vers faite par Watkins d'un texte de H. Heine,
- Cypress and Acacia, 1959,
- Affinities, 1962,
- Fidelities, 1968,
- Uncollected Poems, 1969,
- Vernon Watkins Selected Verse Translations With An Essay On The Translation Of Poetry, 1977,
- The Ballad of the Outer Dark and Other Poems", 1979,
- The Breaking of the Wave, 1979,
- The Collected Poems of Vernon Watkins', 1986,
- LMNTRE Poems by Vernon Watkins Illustrated by Alan Perry, 1999,
- Taliesin and the Mockers by Vernon Watkins ... images by Glenys Cour, Old Stile Press, 2004,
- Vernon Watkins New Selected Poems Edited ... by Richard Ramsbotham, Carcanet, 2006,
- 'Four Unpublished Poems by Vernon Watkins', in The Anglo-Welsh Review, vol. 22 no 50, s. d., p. 65-69.